# Perruche
Pour les articles homonymes, voir Perruche (homonymie).
Taxons concernés
Plusieurs genres de la famille des psittacidés
- Alisterus
- Aratinga
- Cyanoramphus
- Lathamus
- Melopsittacus
- Neophema
- Neopsephotus
- Nymphicus
- Platycercus
- Polytelis
- Psephotus
- Psittacula
- etc.modifier

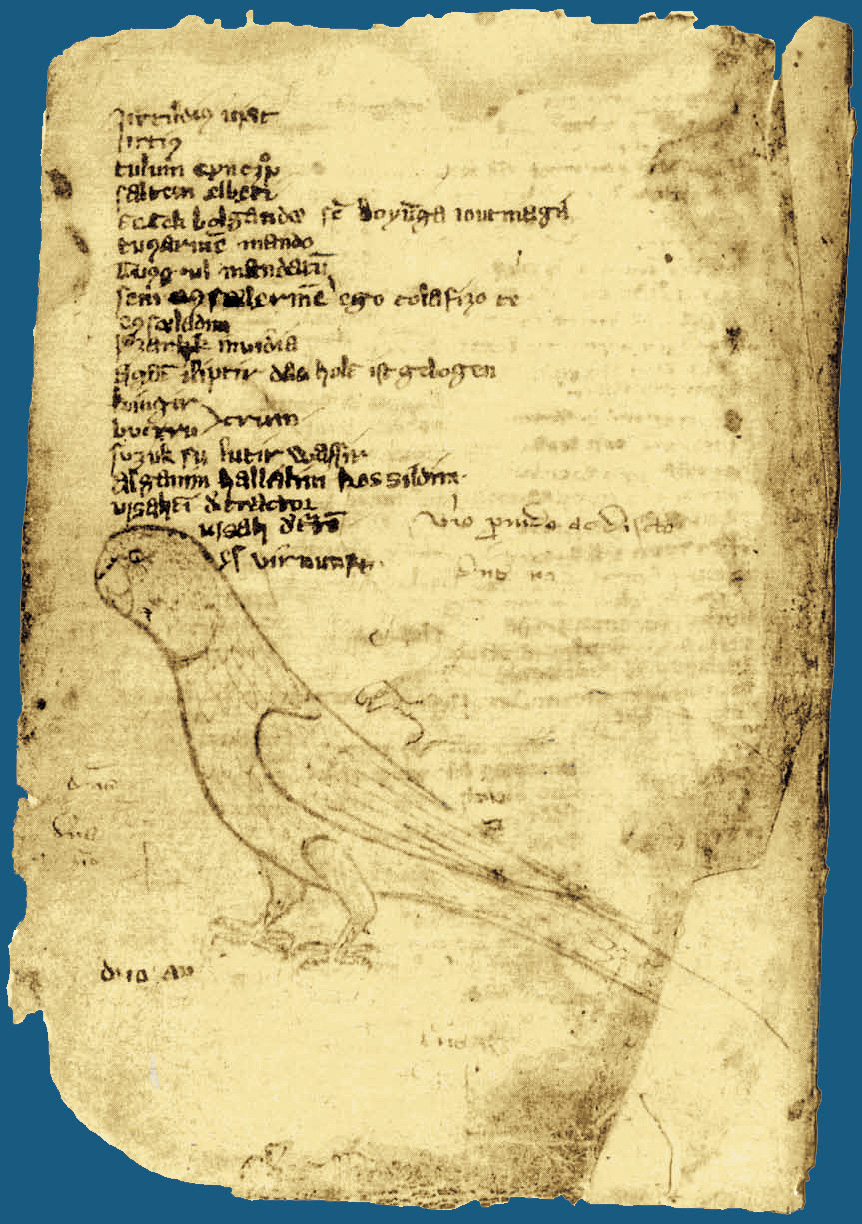
Perruche figurée dans le dictionnaire Codex Cumanicus (1303)

Perruche (/pɛ.ʁyʃ/) est un nom vernaculaire donné à plusieurs lignées d'oiseaux appartenant à l'ordre des psittaciformes (en langue vernaculaire, perroquets). Elles sont dispersées au sein de différents genres (Royales du genre Alisterus, Conures du genre Aratinga, Kakarikis du genre Cyanoramphus, Platycerques du genre Platycercus, Magnifiques du genre Polytelis, etc.). Ce terme est un dérivé du terme perroquet et les distingue simplement de ces derniers par la longueur de leur queue : longue chez les perruches et courte chez les perroquets ; chez ces derniers seuls les aras font exception à cette règle. Certaines perruches disposent d'un autre nom générique comme les psittacules appelées aussi génériquement perruches à collier afro-asiatique.

## Liste partielle
Une soixantaine d'espèces différentes sont couramment appelées perruches :
- Perruche à ailes vertes
- Perruche à col bleu
- Perruche à collier
- Perruche à collier jaune
- Perruche à croupion bleu
- Perruche à croupion rouge
- Perruche alexandre
- Perruche à moustaches
- Perruche à tête ardoisée
- Perruche à tête de prune
- Perruche à tête pourpre
- Perruche à ventre orange
- Perruche calopsitte ou Calopsitte élégante
- Perruche d'Adélaïde
- Perruche de Bourke
- Perruche de Buru
- Perruche de Caroline ou Conure à tête jaune
- Perruche de Derby
- Perruche de Latham
- Perruche de Layard
- Perruche de Madarasz
- Perruche de Malabar
- Perruche de Maurice
- Perruche de Newton
- Perruche de Pennant
- Perruche des Nicobar
- Perruche de Sparrman ou Kakariki à front rouge
- Perruche élégante
- Perruche erythroptère
- Perruche flavéole ou Perruche paille
- Perruche intermédiaire
- Perruche jonquille
- Perruche omnicolore
- Perruche ondulée
- Perruche royale ou Perruche royale australienne
- Perruche splendide
- Perruche de Tahiti
- Perruche terrestre
- Perruche tricolore ou Perruche d'Amboine ou Perruche royale d'Amboine
- Perruche turquoisine